# Резолюция 65 на Съвета за сигурност на ООН
Резолюция 65 на Съвета за сигурност на ООН е приета на 28 декември 1948 по повод Индонезийската национална революция. Резолюцията призовава консулските представители в Батавия, споменати в Резолюция 30 на Съвета за сигурност, да представят възможно най-скоро пред Съвета за сигурност, за негова информация и ръководство, съвместен доклад за ситуацията в Индонезийската република, като докладът трябва да съдържа сведения за спазването на заповедите за прекратяване на огъня и сведения за условията в районите под военна окупация, от които окупиралите ги военни сили могат да бъдат изтеглени след постигане на споразумение между страните в конфликта.
Резолюция 65 е приета с мнозинство от 9 гласа, като двама от членовете на Съвета за сигурност – Украинската ССР и Съветският съюз – гласуват въздържали се.